# Lockhart Stadium
El Lockhart Stadium (en español: Estadio Lockhart), localizado en Fort Lauderdale, Florida (Estados Unidos), fue un estadio municipal utilizado principalmente para la práctica del fútbol. Originalmente diseñado en 1959 para deportes escolares de cuatro colegios de la zona (Fort Lauderdale High School, Stranahan High School, Northeast High School y Dillard High School), junto con el Fort Lauderdale Stadium para béisbol, se convirtió en 1977 en la sede de Fort Lauderdale Strikers, de la North American Soccer League, y en 1998 de Miami Fusion, de la Major League Soccer.
Entre 2002 y 2010 fue el estadio de fútbol americano de Florida Atlantic Owls.
Algunos partidos importantes jugados en este estadio fueron el partido de ida de la final de la Copa Interamericana 1998 donde el DC United hizo de local frente al carioca Vasco da Gama, y la final de la Recopa Sudamericana 2004 donde el Cienciano del Perú derrotó por penaltis al Boca Juniors argentino.
El estadio de Lockhart fue sede del carnaval del Caribe 2007 para el condado de Broward, después que Miramar se salió del evento. También fue sede del evento Combine 2008 y también tomó parte del evento Combine 2009.
El estadio fue demolido en mayo de 2019.

## Chase Stadium
En 2019 se construyó en los terrenos del antiguo Lockhart Stadium el nuevo Chase Stadium, que es la sede de la escuela de fútbol (Academia) del Inter Miami CF y de su equipo de reserva, el Inter de Miami II, así como campo de entrenamiento del primer equipo. También es el terreno de juego del primer equipo en la Major League Soccer, hasta que se termine de construir su estadio en Miami, el Miami Freedom Park.